# Уругвай – Бразилия (футболна среща, 1950)
Футболната среща между националните отбори на Уругвай и Бразилия е в рамките на световното първенство по футбол в Бразилия през 1950 г.
Отборите са разделени в 4 групи, победителите в тях образуват финална група, в която играе всеки срещу всеки. Победителят е световен шампион.
Победителят се определя в последния мач и това е своеобразен финал, в който Уругвай побеждават домакините от Бразилия с 2:1. Това е най-посетеният финал в историята на световните първенства – 199 894 зрители на стадион „Маракана“, Рио де Жанейро, Бразилия.

## Финал
| Световно първенсто по футбол 1950 Победител |
| ------------------------------------------- |
| Уругвай                                     |
| Уругвай Втора Титла                         |

| 16 юли 1950 15:00 |

| Уругвай                             | 2 – 1    | Бразилия   |
| ----------------------------------- | -------- | ---------- |
| Хуан Скиафино 66' Алсидес Гиджа 79' | (Доклад) | Фриака 47' |

| Ещадио до Маракана Рио де Жанейро 174 000 зрители Съдия: Джордж Рийдър Помощници: Артър Елис Джордж Мичъл |

### Състави
Уругвай
Роки Масполи, Оскар Мигес, Хуан Скиафино, Рубен Моран, Еузебио Тиера, Виктор Родригес Андраде, Матиас Гонсалес, Обдулио Варела, Алсидес Гиджа, Хулио Перес, Шуберт Гамбета, Анибал Пас, Хуан Карлос Гонсалес, Вашингтон Ортуно, Хулио Сезар Брито, Хектор Вилчес, Луис Рихо, Родолфо Пини, Ернесто Видал, Уилям Мартинес, Карлос Ромеро, Хуан Бургено.
Треньор: Хуан Лопес (Уругвай).
Бразилия
Барбоса, Фриака, Бигоде, Чико, Адемир, Жаир, Бауер, Аугусто, Зизиньо, Жувенал, Данило Алвим, Кастильо, Нороня, Ели до Ампаро, Адаозиньо, Нилтон Сантос, Манека, Францисо Родригес, Балтазар, Алфредо, Руй, Нена.
Треньор: Флавио Коста (Бразилия).